# Nointot
Nointot est une commune française située dans le département de la Seine-Maritime en région Normandie.

## Géographie

### Localisation
| Vattetot-sous-Beaumont    | Bernières | Rouville |
| Mirville                  | Nointot   | Raffetot |
| Saint-Jean-de-la-Neuville | Bolbec    |          |

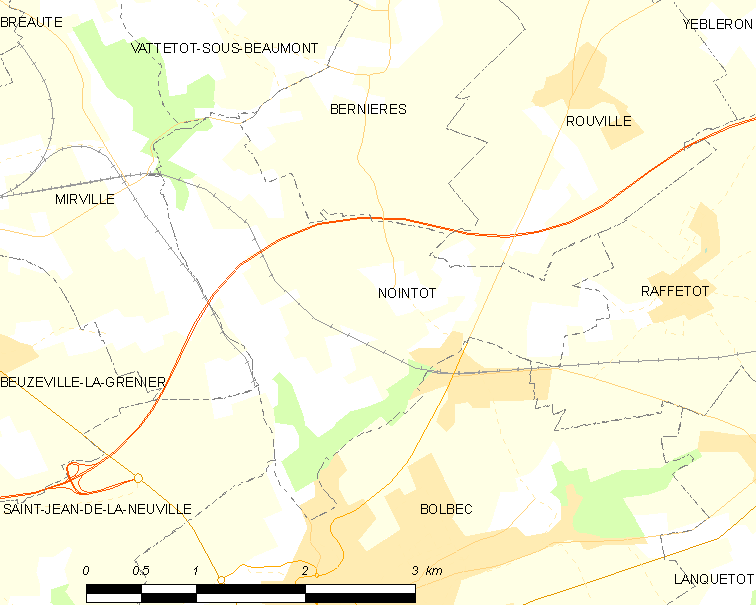
Carte de la commune.
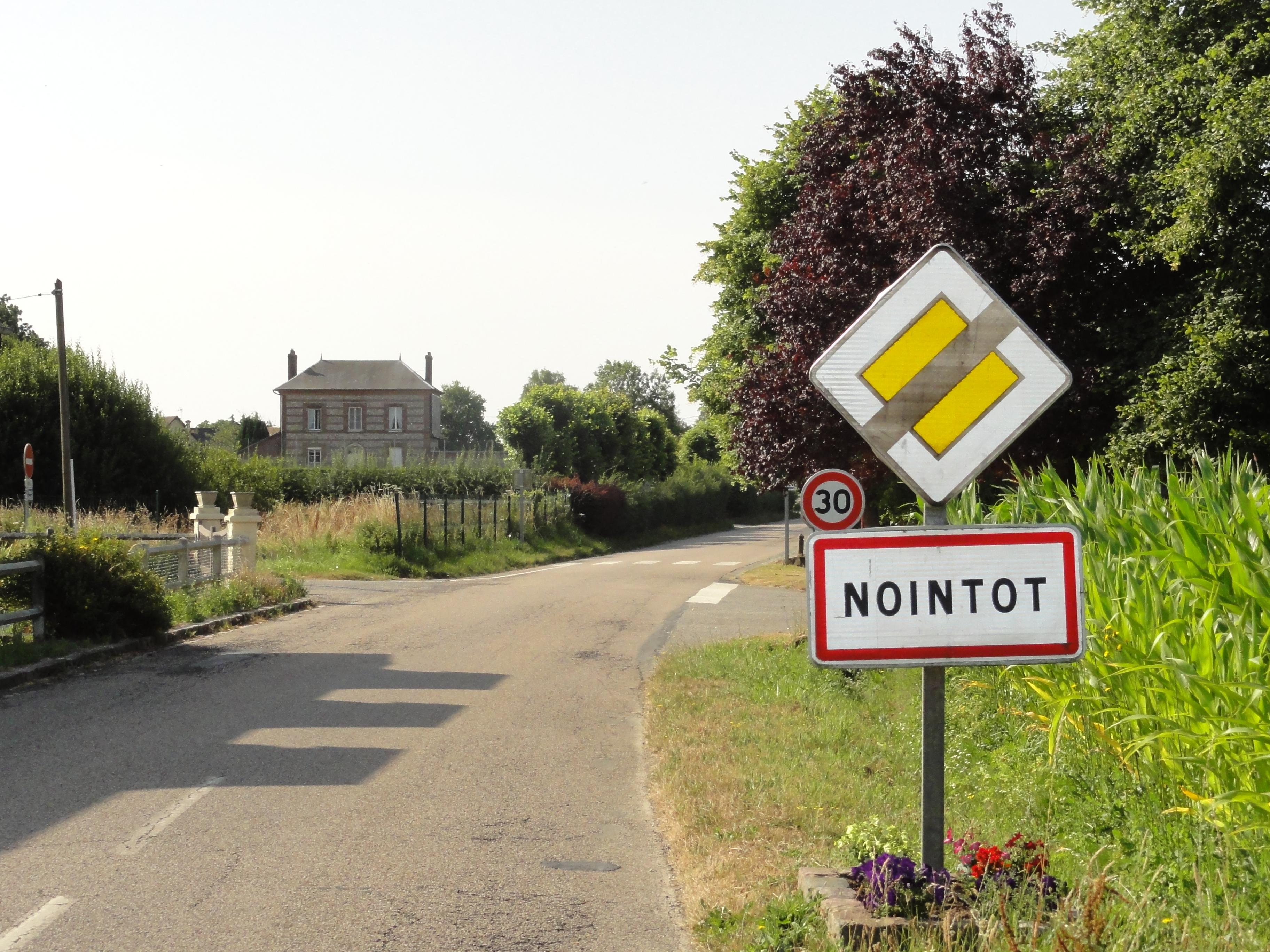
Entrée de Nointot.
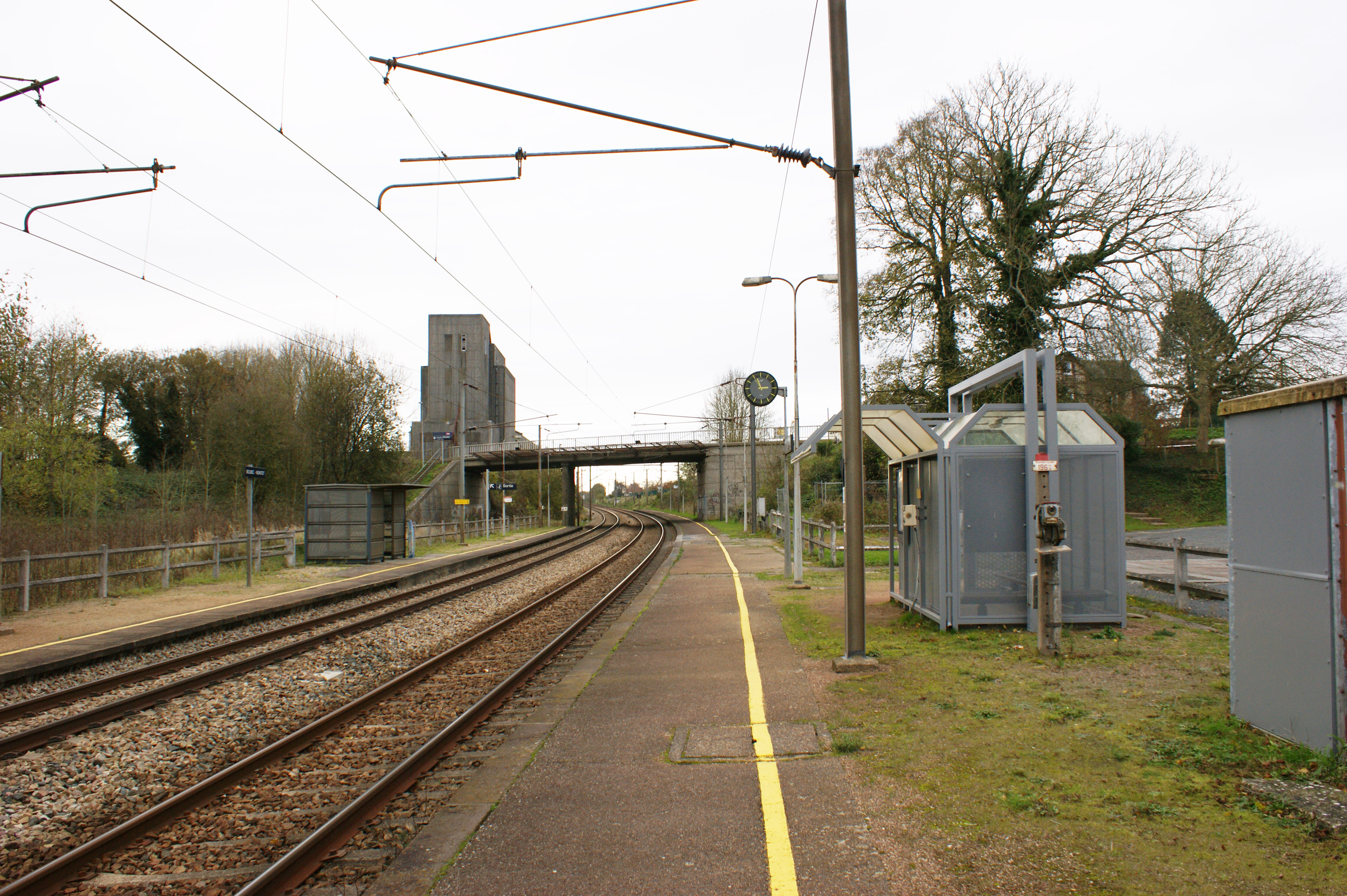
La gare de Bolbec-Nointot.

### Hydrographie
La commune est située dans le bassin Seine-Normandie. Elle n'est drainée par aucun cours d'eau,.

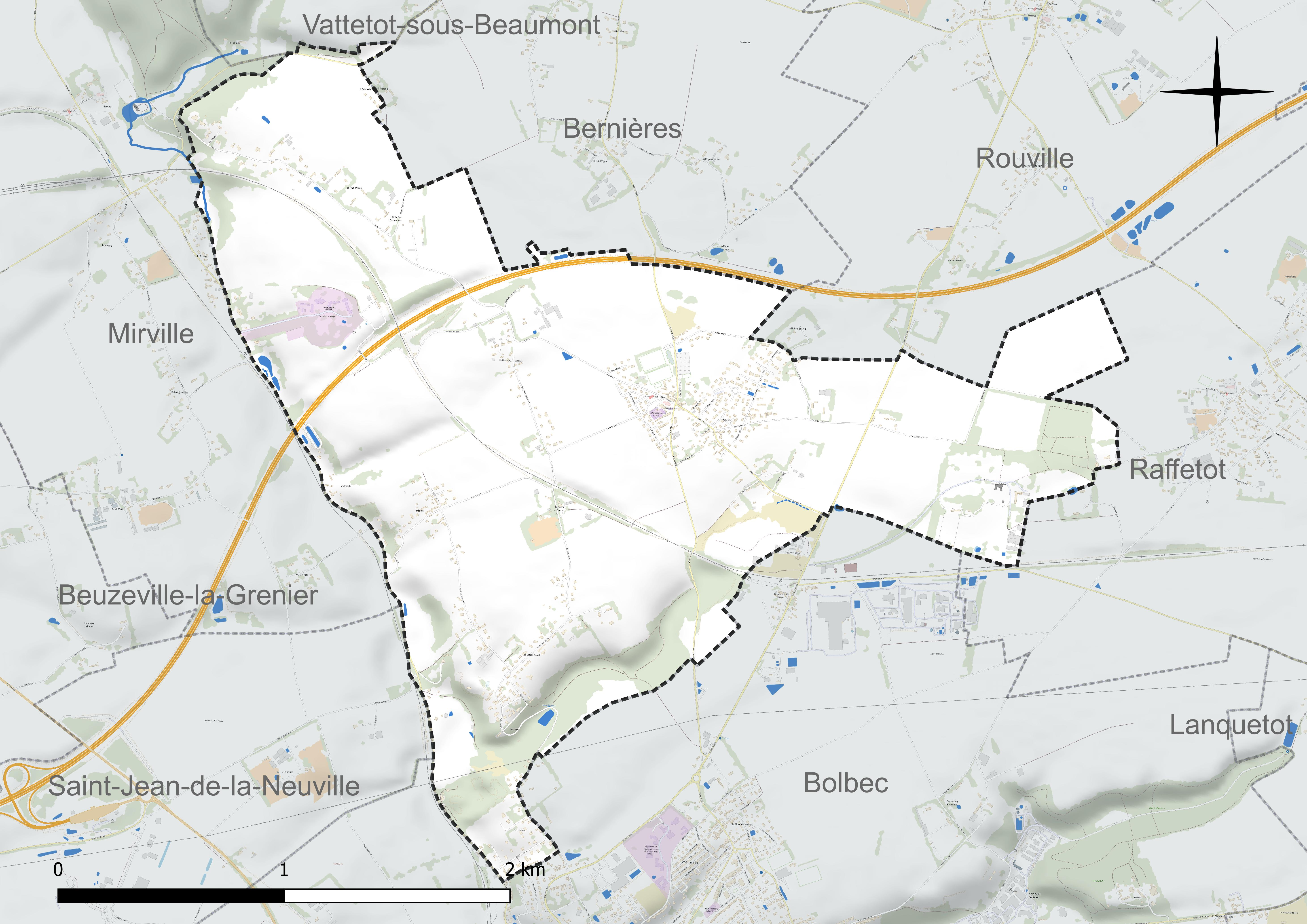
Réseau hydrographique de Nointot.

### Climat
Pour des articles plus généraux, voir Climat de la Normandie et Climat de la Seine-Maritime.
En 2010, le climat de la commune est de type climat océanique franc, selon une étude du CNRS s'appuyant sur une série de données couvrant la période 1971-2000. En 2020, Météo-France publie une typologie des climats de la France métropolitaine dans laquelle la commune est exposée à un climat océanique et est dans la région climatique Côtes de la Manche orientale, caractérisée par un faible ensoleillement (1 550 h/an) ; forte humidité de l’air (plus de 20 h/jour avec humidité relative > 80 % en hiver), vents forts fréquents. Parallèlement le GIEC normand, un groupe régional d’experts sur le climat, différencie quant à lui, dans une étude de 2020, trois grands types de climats pour la région Normandie, nuancés à une échelle plus fine par les facteurs géographiques locaux. La commune est, selon ce zonage, exposée à un « climat maritime », correspondant au Pays de Caux, frais, humide et pluvieux, légèrement plus frais que dans le Cotentin.
Pour la période 1971-2000, la température annuelle moyenne est de 10,2 °C, avec une amplitude thermique annuelle de 13,4 °C. Le cumul annuel moyen de précipitations est de 960 mm, avec 13,1 jours de précipitations en janvier et 8,6 jours en juillet. Pour la période 1991-2020, la température moyenne annuelle observée sur la station météorologique la plus proche, située sur la commune de Petiville à 17 km à vol d'oiseau, est de 12,0 °C et le cumul annuel moyen de précipitations est de 844,9 mm,. Pour l'avenir, les paramètres climatiques de la commune estimés pour 2050 selon différents scénarios d'émission de gaz à effet de serre sont consultables sur un site dédié publié par Météo-France en novembre 2022.

## Urbanisme

### Typologie
Au 1er janvier 2024, Nointot est catégorisée commune rurale à habitat dispersé, selon la nouvelle grille communale de densité à sept niveaux définie par l'Insee en 2022.
Elle appartient à l'unité urbaine de Bolbec, une agglomération intra-départementale regroupant cinq  communes, dont elle est une commune de la banlieue,,. Par ailleurs la commune fait partie de l'aire d'attraction du Havre, dont elle est une commune de la couronne,. Cette aire, qui regroupe 116 communes, est catégorisée dans les aires de 200 000 à moins de 700 000 habitants,.

### Occupation des sols
L'occupation des sols de la commune, telle qu'elle ressort de la base de données européenne d’occupation biophysique des sols Corine Land Cover (CLC), est marquée par l'importance des territoires agricoles (82,8 % en 2018), en diminution par rapport à 1990 (90,3 %). La répartition détaillée en 2018 est la suivante : 
terres arables (47 %), prairies (32,3 %), forêts (9,7 %), zones urbanisées (7,5 %), zones agricoles hétérogènes (3,5 %). L'évolution de l’occupation des sols de la commune et de ses infrastructures peut être observée sur les différentes représentations cartographiques du territoire : la carte de Cassini (XVIIIe siècle), la carte d'état-major (1820-1866) et les cartes ou photos aériennes de l'IGN pour la période actuelle (1950 à aujourd'hui).

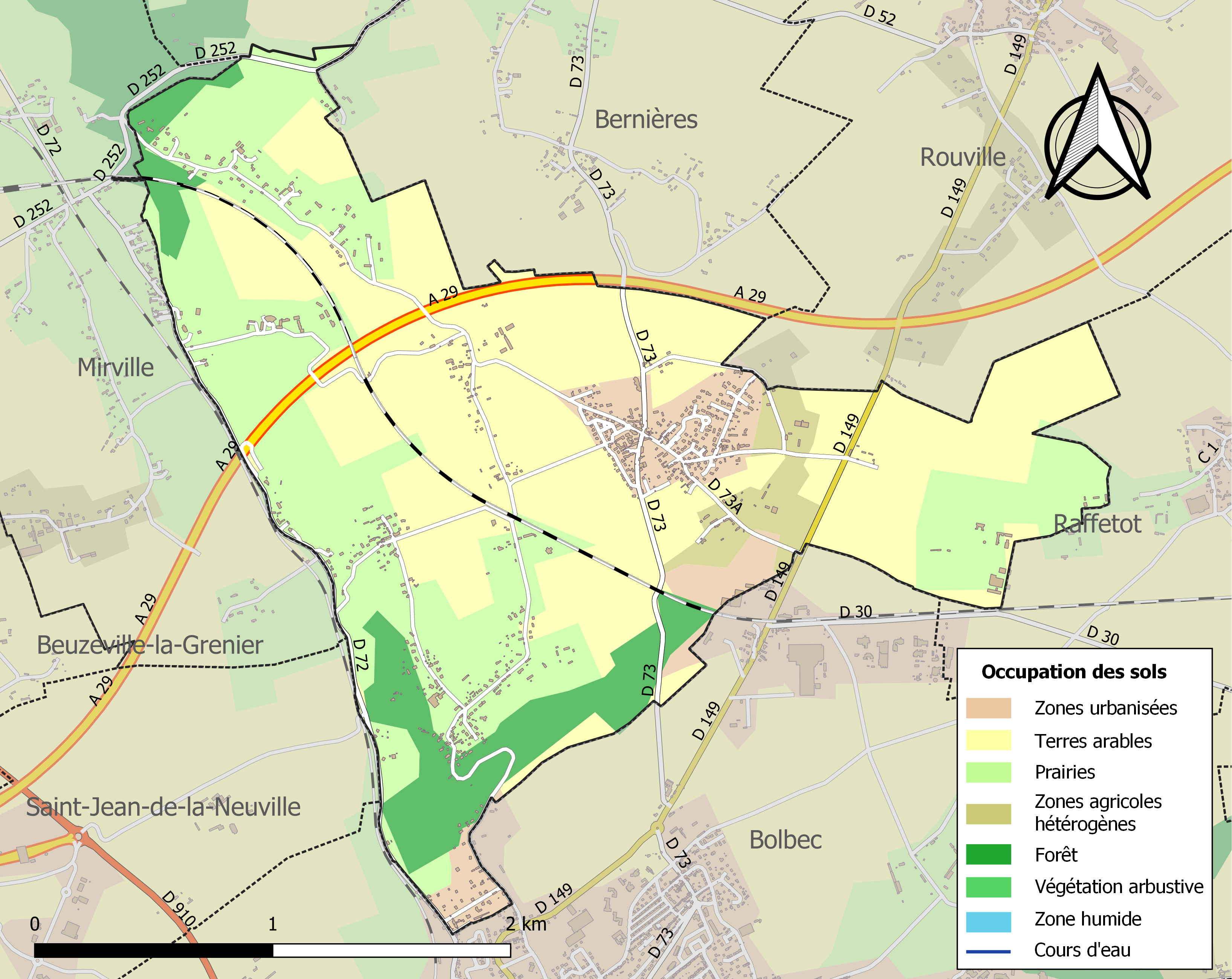
Carte des infrastructures et de l'occupation des sols de la commune en 2018 (CLC).

## Toponymie
Le nom de la localité est attesté sous les formes Noitot au XIIe siècle, Nointel en 1581.

## Politique et administration
| Période                                  | Période                    | Identité            | Étiquette | Qualité                                                                                         |
| ---------------------------------------- | -------------------------- | ------------------- | --------- | ----------------------------------------------------------------------------------------------- |
| Les données manquantes sont à compléter. |                            |                     |           |                                                                                                 |
| 1902                                     |                            | de Montault         |           |                                                                                                 |
| 1932                                     | 1977                       | Armand d'Etchegoyen |           |                                                                                                 |
| Les données manquantes sont à compléter. |                            |                     |           |                                                                                                 |
| 1989                                     | septembre 2010             | René Herrier        |           | Dirigeant d'entreprise Démissionnaire                                                           |
| 16 octobre 2010                          | En cours (au 10 août 2020) | Chantal Courcot     |           | Secrétaire Vice-présidente de la CA Caux Seine Agglo (2020 → ) Réélue pour le mandat 2020-2026, |

## Population et société

### Démographie

#### Évolution démographique
L'évolution du nombre d'habitants est connue à travers les recensements de la population effectués dans la commune depuis 1793. Pour les communes de moins de 10 000 habitants, une enquête de recensement portant sur toute la population est réalisée tous les cinq ans, les populations de référence des années intermédiaires étant quant à elles estimées par interpolation ou extrapolation. Pour la commune, le premier recensement exhaustif entrant dans le cadre du nouveau dispositif a été réalisé en 2005.

En 2022, la commune comptait 1 369 habitants, en évolution de +2,16 % par rapport à 2016 (Seine-Maritime : +0,35 %, France hors Mayotte : +2,11 %).
| 1793 | 1800 | 1806 | 1821 | 1831 | 1836 | 1841 | 1846 | 1851 |
| ---- | ---- | ---- | ---- | ---- | ---- | ---- | ---- | ---- |
| 876  | 648  | 720  | 816  | 761  | 743  | 801  | 834  | 859  |

| 1856 | 1861 | 1866 | 1872 | 1876 | 1881 | 1886 | 1891 | 1896 |
| ---- | ---- | ---- | ---- | ---- | ---- | ---- | ---- | ---- |
| 852  | 848  | 824  | 786  | 823  | 836  | 854  | 887  | 843  |

| 1901 | 1906 | 1911 | 1921 | 1926 | 1931 | 1936 | 1946 | 1954 |
| ---- | ---- | ---- | ---- | ---- | ---- | ---- | ---- | ---- |
| 856  | 928  | 878  | 730  | 731  | 713  | 667  | 839  | 866  |

| 1962 | 1968 | 1975 | 1982 | 1990  | 1999  | 2005  | 2006  | 2010  |
| ---- | ---- | ---- | ---- | ----- | ----- | ----- | ----- | ----- |
| 746  | 723  | 931  | 980  | 1 037 | 1 056 | 1 220 | 1 234 | 1 367 |

| 2015  | 2020  | 2022  | - | - | - | - | - | - |
| ----- | ----- | ----- | - | - | - | - | - | - |
| 1 347 | 1 365 | 1 369 | - | - | - | - | - | - |

#### Pyramide des âges
En 2018, le taux de personnes d'un âge inférieur à 30 ans s'élève à 38,5 %, soit au-dessus de la moyenne départementale (36,5 %). À l'inverse, le taux de personnes d'âge supérieur à 60 ans est de 21,8 % la même année, alors qu'il est de 26,0 % au niveau départemental.
En 2018, la commune comptait 705 hommes pour 650 femmes, soit un taux de 52,03 % d'hommes, largement supérieur au taux départemental (48,10 %).
Les pyramides des âges de la commune et du département s'établissent comme suit.
| Hommes | Classe d’âge | Femmes |
| ------ | ------------ | ------ |
| 1,1    | 90 ou +      | 0,2    |
| 3,8    | 75-89 ans    | 6,0    |
| 16,0   | 60-74 ans    | 16,6   |
| 21,0   | 45-59 ans    | 20,8   |
| 17,6   | 30-44 ans    | 20,0   |
| 18,6   | 15-29 ans    | 17,0   |
| 21,8   | 0-14 ans     | 19,5   |

| Hommes | Classe d’âge | Femmes |
| ------ | ------------ | ------ |
| 0,7    | 90 ou +      | 1,8    |
| 6,7    | 75-89 ans    | 9,6    |
| 16,7   | 60-74 ans    | 18     |
| 19,4   | 45-59 ans    | 19     |
| 18,5   | 30-44 ans    | 17,5   |
| 19,2   | 15-29 ans    | 17,4   |
| 18,9   | 0-14 ans     | 16,7   |

## Vie associative et sportive

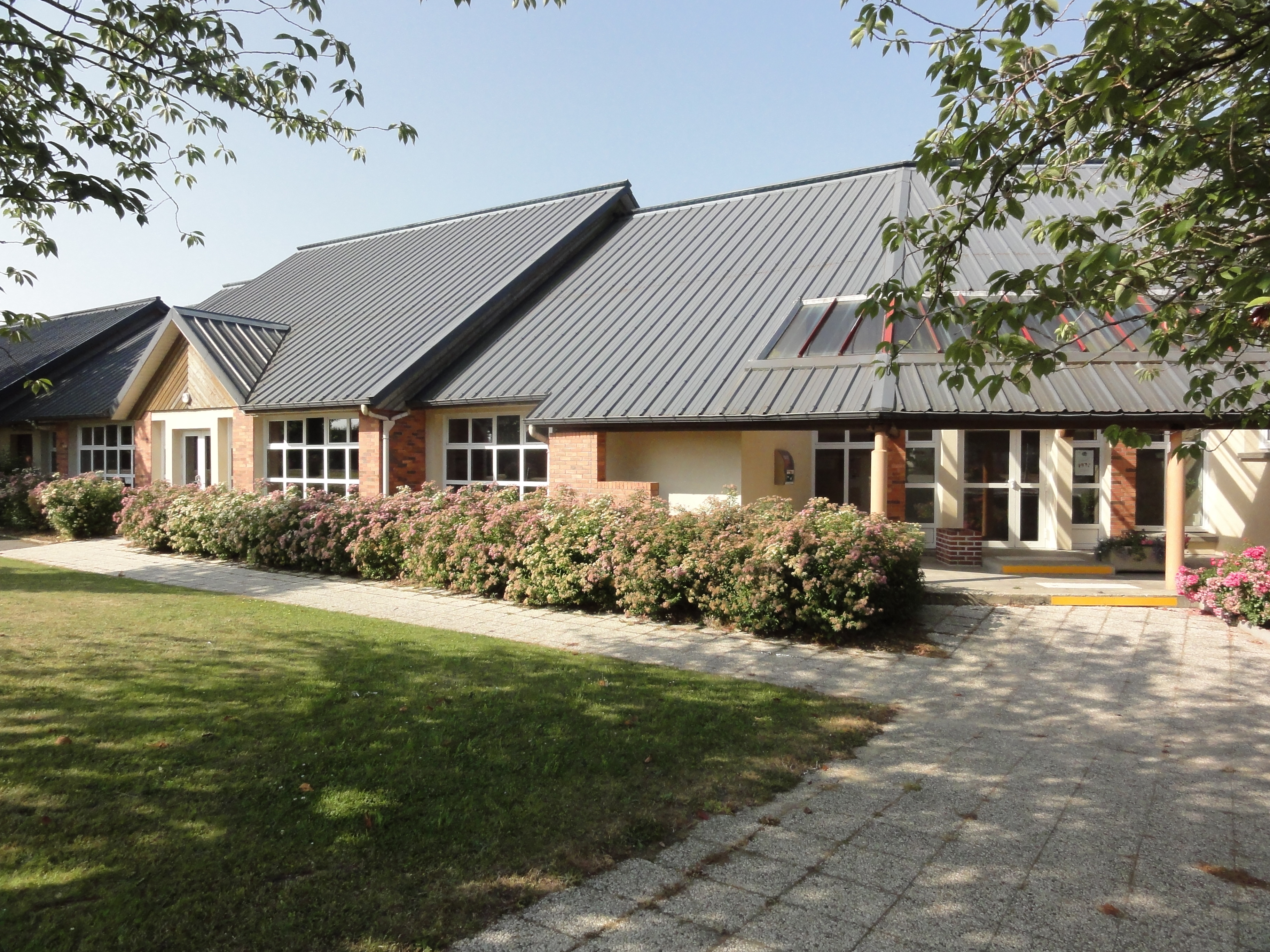
La salle polyvalente.

## Enseignement

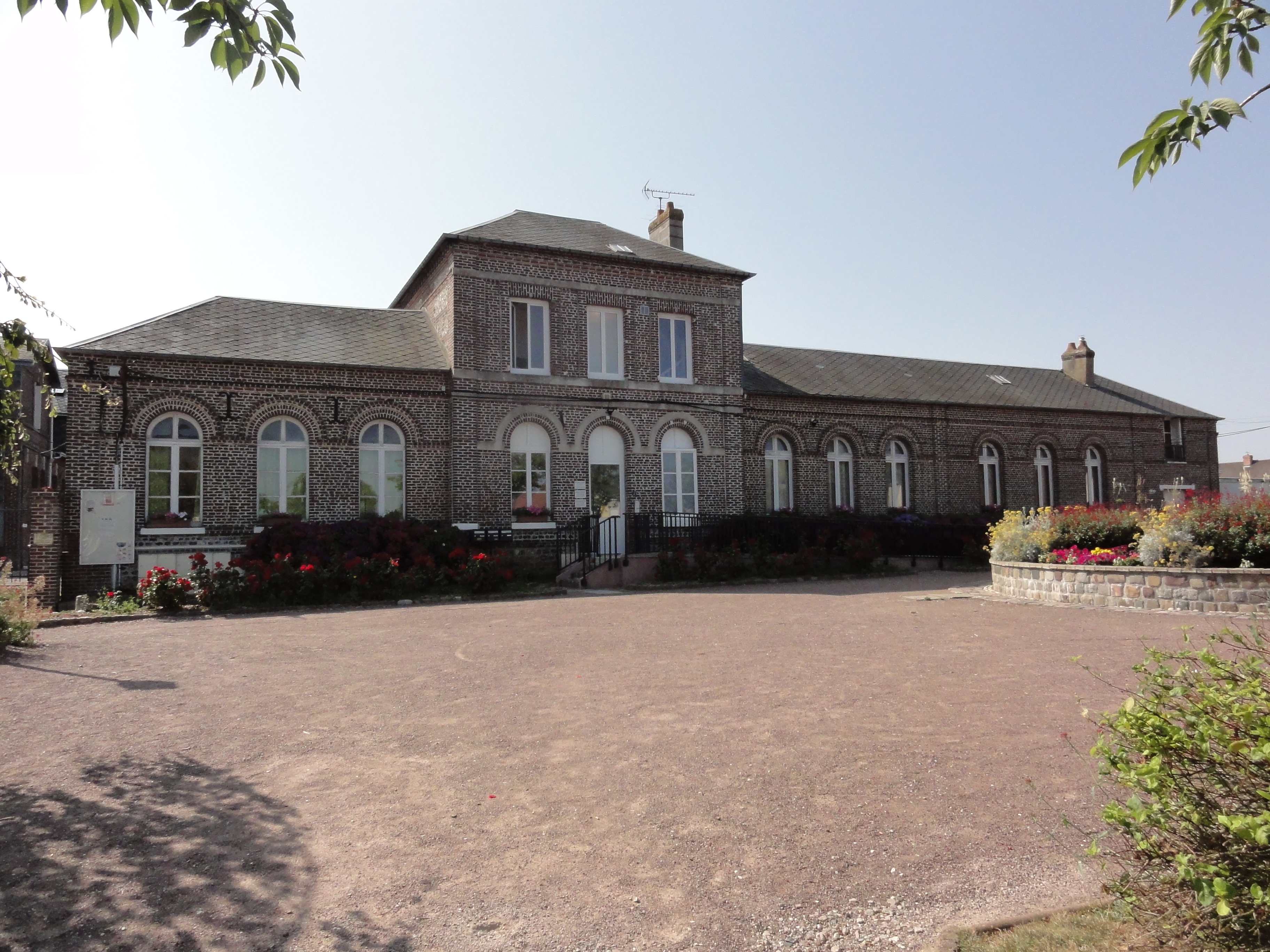
L'ancienne école.
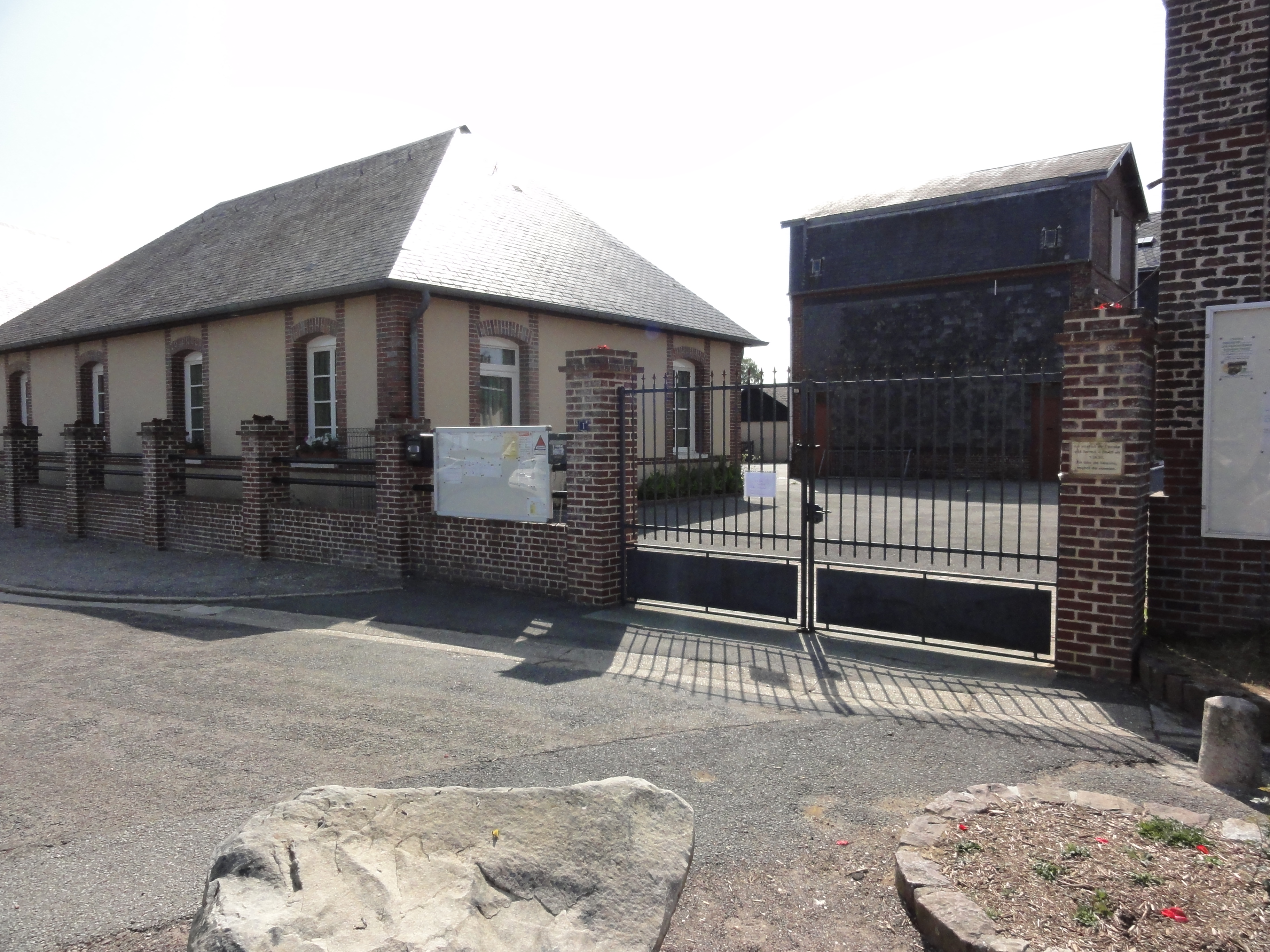
L'école actuelle.

## Culture locale et patrimoine

### Lieux et monuments
- Église Saint-Sauveur de Nointot Construite au XIXe siècle, elle remplace l'ancienne construite plus bas qui datait du Xe siècle.
- Monument aux morts.
- Les croix de l'ancien et du nouveau cimetière.
- Calvaire du jubilée 1858.
- Château de Baclair (XVIe – XVIIe siècle), avec chapelle et pigeonnier[26].
- Gare de Bolbec - Nointot
- Château de la Houssaye. Périodes de construction : 4 différentes époques marquent l'histoire du lieu : XIIe siècle, XVIe siècle, XIXe siècle et 2e moitié XIXe siècle.

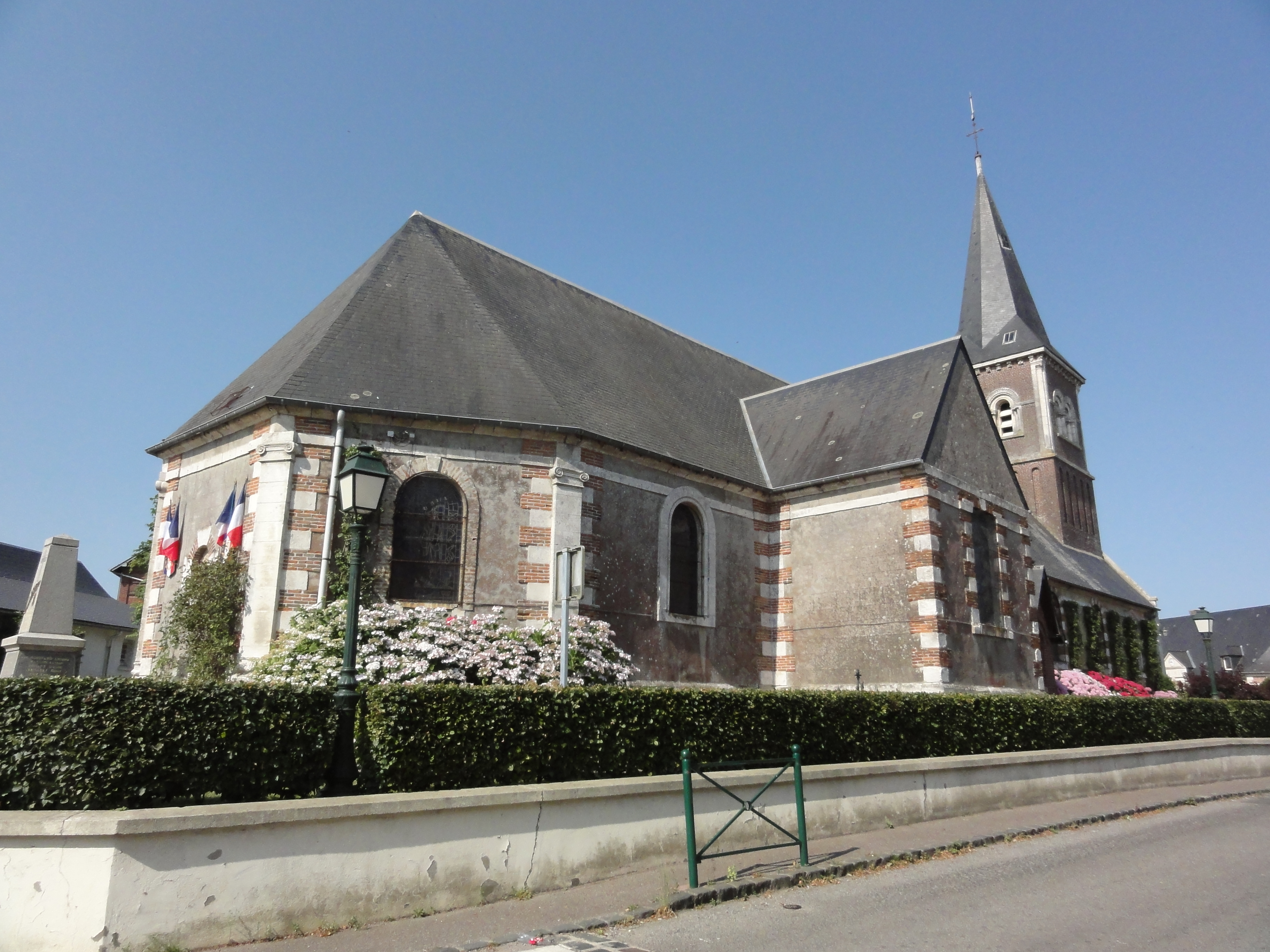
Église Saint-Sauveur.
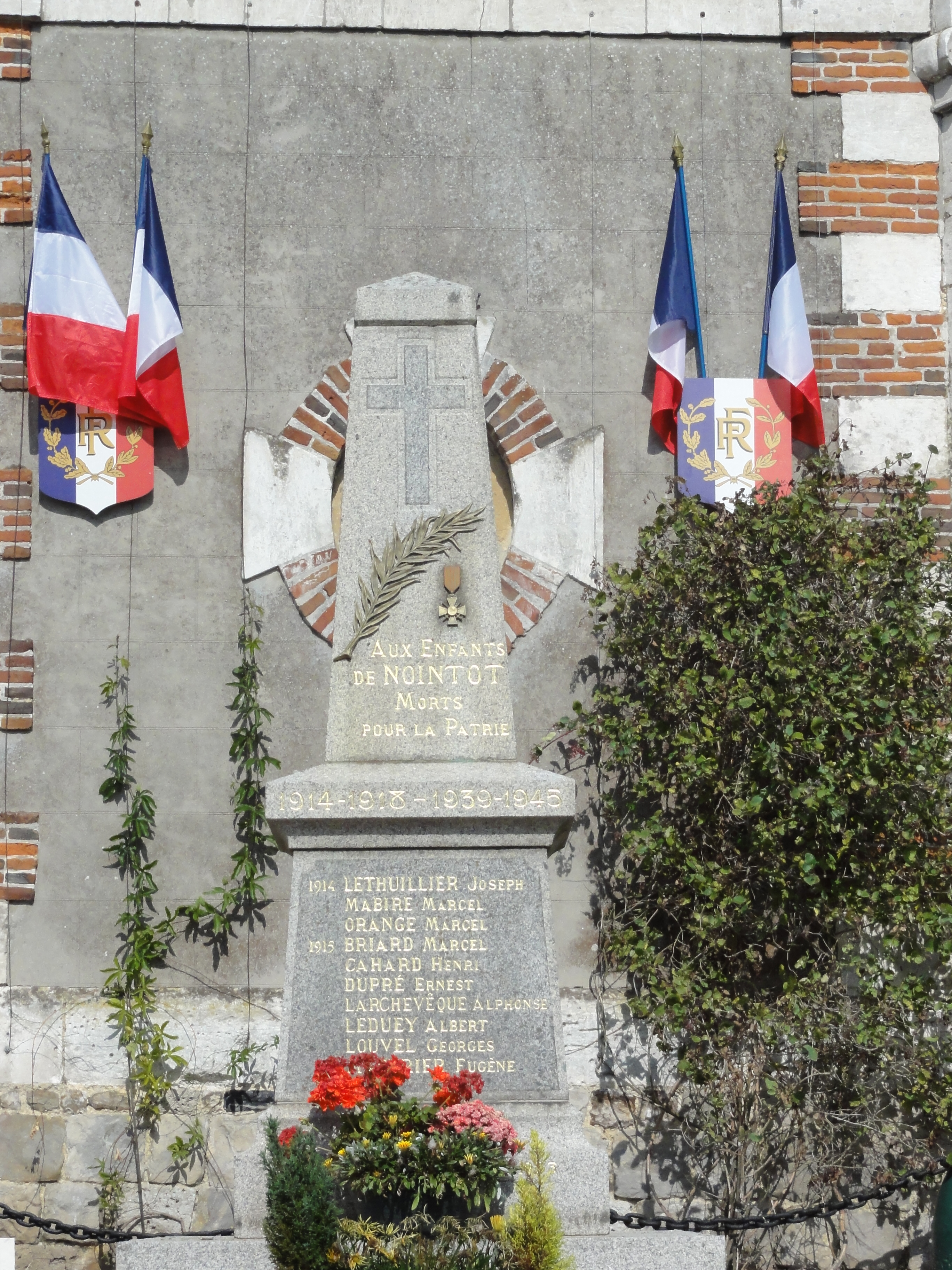
Monument aux morts.
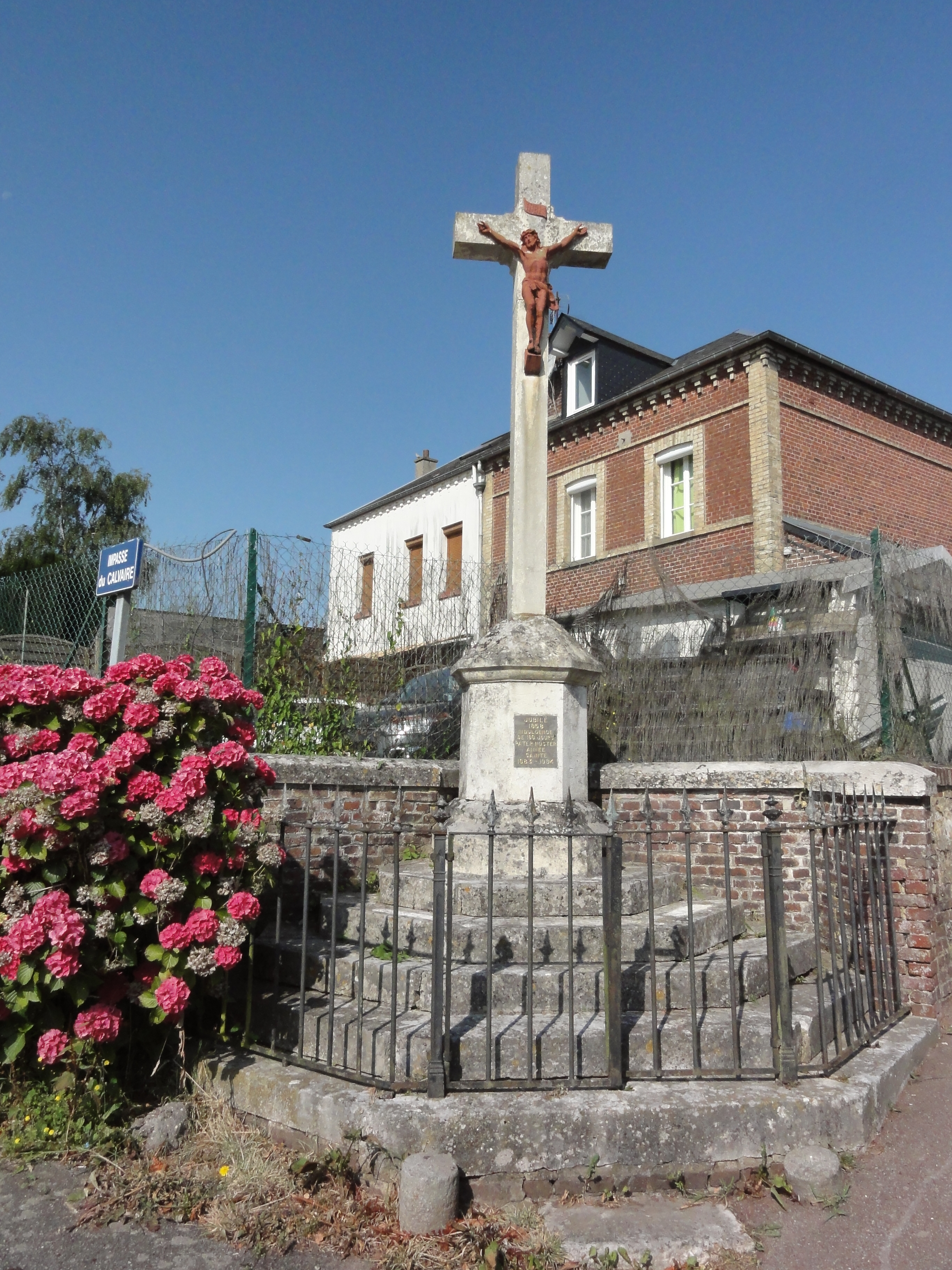
Calvaire 1858.
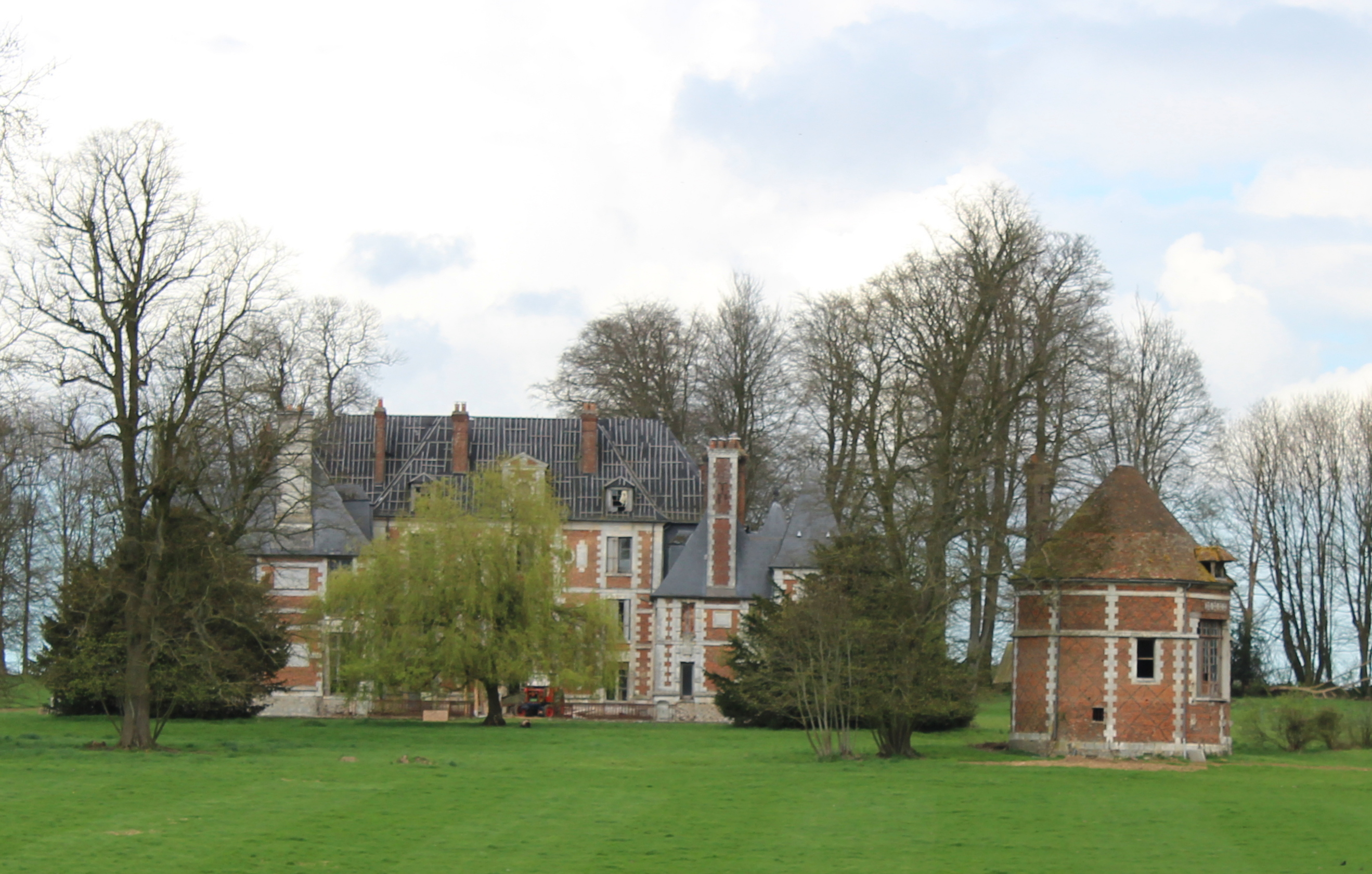
Château de Baclair.

### Personnalités liées à la commune
- Jacques-François Begouën (1743-1831) y fut incarcéré.
- Charles Bouillaud (1904-1965), acteur né à Nointot.
- Bernard Alix (1909-1988) y a fondé un collège technique agricole en 1947.